# Robert de Juilly
Robert de Juilly ( – Rodosz, 1377. Július 27.) a Jeruzsálemi Szent János Ispotályos Lovagrend francia születésű nagymestere volt. 1374-ben, Raymond Bérenger halála után vette át a nagymesteri posztot, amelyet elhunyta után Juan Fernández de Heredia töltött be.
Nagymestersége idején, 1374-ben XI. Gergely pápa, nem törődve a rend ellenkezésével, úgy döntött, az ispotályosokra bízta Szmirna megtartását. Az egyházfő ezután keresztes háborút tervezett a thébai és az athéni katalán kolóniák védelmében, az ispotályosok bevetésével. 1376. augusztus 10-én Robert de Juilly meghirdette a hadjáratot, de a Genova és Velence közötti új háború miatt elmaradt.